# Matteo Staforini
Matteo Staforini (Bergamo, 23 maggio 2003) è un pallavolista italiano, libero della Powervolley Milano.

## Carriera

### Club
La carriera di Matteo Staforini inizia nel 2015 nelle giovanili del Diavoli Rosa: nella stagione 2018-19 viene promosso in prima squadra, nel campionato di Serie B.
Nella stagione 2021-22 esordisce in Superlega grazie all'ingaggio da parte della Powervolley Milano con cui si aggiudica la Challenge Cup 2020-21; è nella stessa divisione anche per l'annata 2022-23 quando veste la maglia della Top Volley Latina.
Per il campionato 2023-24 si accasa al Cuneo, in Serie A2, mentre in quello successivo torna alla Powervolley Milano, in Superlega.

### Nazionale
Nel 2019 viene convocato nella nazionale italiana under 17, a cui fanno seguito nel 2020 le convocazioni in quella under 18, aggiudicandosi l'oro al campionato europeo, e nel 2021 in quella under 19. Con la selezione under 20 vince la medaglia d'oro al campionato continentale 2022; nel 2023 conquista l'argento al campionato mondiale con la nazionale under 21, mentre nel 2024 l'argento al campionato europeo con la nazionale under 22, dove viene premiato come miglio libero.

## Palmarès

### Club
- Challenge Cup: 1

2020-21

### Nazionale (competizioni minori)
- Campionato europeo under 18 2020
- Campionato europeo under 20 2022
- Campionato mondiale under 21 2023
- Campionato europeo under 22 2024

### Premi individuali
- 2024 - Campionato europeo under 22: Miglior libero